# 파계 (1959년 영화)
《파계》(영어: The Nun's Story)는 1959년 개봉된 미국의 드라마 영화이다. 프레드 진네만이 감독을, 로버트 앤더슨이 각본을 맡았다. 캐스린 흄의 동명 소설이 영화의 원작이다. 1959 전미 비평가 위원회상 작품상 수상작이다.

## 출연

### 주연
- 오드리 헵번
- 피터 핀치

### 조연
- 에디스 에반스
- 페기 애쉬크로프트

## 기타
- 원작자: 캐서린 험
- 의상: 마저리 베스트

## 한국판 성우진(MBC, 1983년 5월 21일)
- 김용식 - 포츄나티 (피터 핀치)
- 김진숙 - 가브리엘 (오드리 헵번)
- 김영옥
- 이영달
- 김석옥
- 유명옥
- 안정현
- 정희선
- 한규희
- 최방란

외